# Connecticut Open 2018
Il Connecticut Open 2018, conosciuto anche con il nome Connecticut Open presented by United Technologies per motivi di sponsorizzazione, è stato un torneo femminile di tennis giocato sul cemento. È stata la 51ª edizione del Connecticut Open, che fa parte della categoria Premier nell'ambito del WTA Tour 2018. Il torneo si è giocato al Cullman-Heyman Tennis Center nel New Haven, Connecticut, USA, dal 19 al 25 di agosto. È l'ultimo torneo prima degli US Open 2018.

## Partecipanti WTA

### Teste di serie
| Nazione     | Giocatrice        | Ranking* | Testa di serie |
| ----------- | ----------------- | -------- | -------------- |
| Romania     | Simona Halep      | 1        | 1              |
| Francia     | Caroline Garcia   | 5        | 2              |
| Rep. Ceca   | Petra Kvitová     | 6        | 3              |
| Rep. Ceca   | Karolína Plíšková | 8        | 4              |
| Germania    | Julia Görges      | 10       | 5              |
| Australia   | Ashleigh Barty    | 16       | 6              |
| Paesi Bassi | Kiki Bertens      | 17       | 7              |
| Rep. Ceca   | Barbora Strýcová  | 22       | 8              |
| Australia   | Daria Gavrilova   | 23       | 9              |

* Ranking del 13 agosto 2018.

### Altre partecipanti
Le seguenti giocatrici hanno ricevuto una wild card per il tabellone principale:
- Danielle Collins
- Simona Halep
- Karolína Plíšková
- Coco Vandeweghe

Le seguenti giocatrici sono entrate in tabellone tramite il ranking protetto:
- Timea Bacsinszky
- Laura Siegemund

Le seguenti giocatrici sono passate dalle qualificazioni:

- Ana Bogdan
- Zarina Dijas
- Camila Giorgi
- Mónica Puig
- Aljaksandra Sasnovič
- Dajana Jastrems'ka

Le seguenti giocatrici sono entratae in tabellone come lucky loser:
- Belinda Bencic
- Pauline Parmentier
- Samantha Stosur

### Ritiri
Prima del torneo
- Ashleigh Barty → sostituita da  Samantha Stosur
- Kiki Bertens → sostituita da  Pauline Parmentier
- Mihaela Buzărnescu → sostituita da  Irina-Camelia Begu
- Simona Halep → sostituita da  Belinda Bencic
- Dar'ja Kasatkina → sostituita da  Maria Sakkarī

Durante il torneo
- Johanna Konta
- Petra Kvitová
- Mónica Puig
- Coco Vandeweghe

## Punti
| Evento    | V   | F   | SF  | QF  | 2T | 1T   | Q    | Q3   | Q2   | Q1   |
| Singolare | 470 | 305 | 185 | 100 | 55 | 1    | 25   | 18   | 13   | 1    |
| Doppio    | 470 | 305 | 185 | 100 | 1  | N.D. | N.D. | N.D. | N.D. | N.D. |

## Montepremi
| Evento    | V        | F       | SF      | QF      | 2T      | 1T     | Q3     | Q2     | Q1   |
| Singolare | $132,740 | $70,880 | $37,850 | $20,350 | $10,915 | $6,925 | $3,110 | $1,650 | $920 |
| Doppio    | $41,520  | $22,180 | $12,120 | $6,165  | $3,350  | N.D.   | N.D.   | N.D.   | N.D. |

1Il premio in denaro per i qualificati equivale al premio in denaro del primo turno.

## Campioni

### Singolare femminile
Aryna Sabalenka ha battuto in finale  Carla Suárez Navarro con il punteggio di 6–1, 6–4.
- È il primo titolo in carriera per Sabalenka.

### Doppio femminile
Andrea Sestini Hlaváčková /  Barbora Strýcová hanno battuto in finale  Hsieh Su-wei /  Laura Siegemund con il punteggio di 6–4, 6(7)–7, [10–4].